# 和平與寬容紀念碑

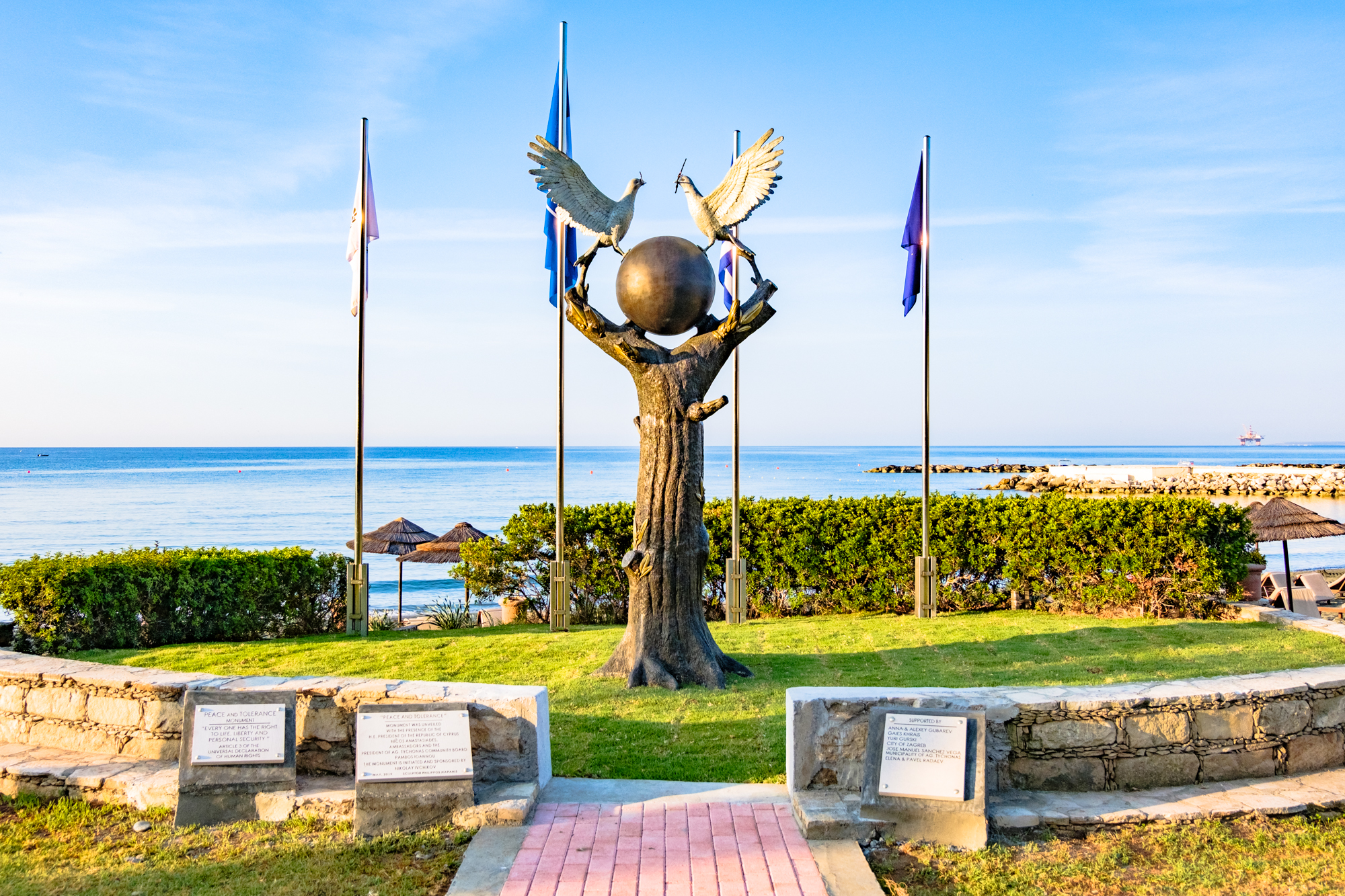
和平與寬容紀念碑

和平与宽容纪念碑（俄語：Монумент Мира и Толерантности）是一個位於塞浦路斯利马索尔地中海沿岸的紀念碑。紀念碑上有個青銅材料製作的地球和两只鸽子，象征着和平与宽容。纪念碑表达了對世界和平的支持以及世界人权宣言的基本原则："人人享有生命、自由和人身安全的权利"。
该纪念碑由塞浦路斯雕塑家菲利普斯·亚帕尼斯（Philippos Yiapanis）创作。纪念碑的落成典礼于2019年5月18日举行。塞浦路斯共和国总统尼科斯·阿纳斯塔夏季斯、俄罗斯联邦驻塞浦路斯大使斯坦尼斯拉夫·奥萨奇、菲利普斯·亚帕尼斯和俄罗斯商人尼古拉·伊夫奇科夫（Николай Ивчиков）在开幕式上致辞。和平与宽容纪念碑的建設由尼古拉·伊夫奇科夫提議。
34°42′31″N 33°07′49″E / 34.708527°N 33.130328°E